# Барах, Роза
Роза Барах
(урожденная — Готтлоб) (нем. Rosa Barach; 15 мая 1840, Роусинов, Моравия, Австрийская империя — 22 февраля 1913, Вена, Австро-Венгрия) — австрийская писательница, поэтесса и педагог. Писала под псевдонимом Мария Лавера.

## Биография
Родилась в семье каменотёса. Посещала школу при монастыре в Брно. Изучала языки, занималась географией, историей, увлекалась литературой, особенно сочинениями Генриха Гейне , Артура Шопенгауэра , Иммануила Канта и Спинозы.
C 16 лет работала учителем в одном из моравских поместий, в 21 год продолжила учительствовать в Вене. Была директрисой ею же основанной высшей школы для девушек.
Вышла замуж за врача Зигмунда Бараха и посвятила себя воспитанию троих детей. Занялась литературным творчеством.
Писала, в основном, рассказы, стихи для молодежи. Печаталась в различных журналах. Была первой женщиной, прочитавшей публичную лекцию в Вене, в 1882 году отправилась в турне с чтением своих стихов в Германии.
Основала детский дом в Каленбергердорфе и ассоциацию венских писателей «Vorwärts».
Произведения Р. Барах были отмечены призами на выставке в Чикаго. Она получила первую премию за несколько своих рассказов (Soldatenfritze и Aus eigener Kraft), оба рассказа вошли во все школьные библиотеки Министерством образования Австрии. Некоторые из её стихотворений были положены на музыку и вошли в репертуар мужских хоров.

## Избранные произведения
- 1879: Das deutsche Wort. Gewidmet allen Deutschen
- 1877: Ein Abend unter Freimaurern
- 1878: Aus eigener Kraft
- 1881: Gefesselt (лирические стихи)
- 1881: Soldatenfritze
- 1881: Aus vergilbten Blättern (стихи)
- 1882: Aus Österreichs Herzen (сборник песен в соавт.)
- 1884: Liebesopfer
- 1889: Franz Josef I.
- 1890: Alle Andern (молодежные рассказы)
- 1890: Marienkäferchen
- 1891: Wahn und Aberglaube (рассказ)
- 1891: Aus dem Leben unseres Kaisers (стихи)
- 1891: Die Gezeichnete (рассказ)
- 1892: Stiefmütterchen (рассказ)
- 1893: Die Frau als Krankenpflegerin
- 1893: Alle drei
- 1893: Ein Abend unter Freimaurern
- 1893: Die Bucklige
- 1898: Mein Vaterland, mein Österreich
- 1910: Um einen Augenblick der Lust
- 1910: Hergestellt. Epische Gedichte
- 1910: Geprüft und bewährt
- 1910: Unser Kaiser im Liede
- 1910: Neuhof (Эпос)